# Lage Raho Munna Bhai
Lage Raho Munna Bhai (Hindi: लगे रहो मुन्ना भाई) ist eine indische Filmkomödie von Rajkumar Hirani aus dem Jahr 2006.

## Handlung
Der Bombayer Gangster Murli Prasad Sharma alias Munna Bhai hat sich in die Stimme der Radiomoderatorin Jhanvi verliebt. Für den 2. Oktober, ein indischer Feiertag an dem Mahatma Gandhis Geburtstag gefeiert wird, kündigt Jhanvi einen Wettbewerb an. Bei diesem Wettbewerb werden 10 Fragen über Gandhi gestellt. Werden diese richtig beantwortet, darf der Gewinner Jhanvi im Radiostudio besuchen. Und so kidnappen er und sein Freund Circuit ein paar Geschichtsprofessoren, die ihnen die Antworten vorsagen. Munna gewinnt und darf Jhanvi besuchen. Er gibt sich als Professor aus, um sie nicht zu erschrecken.
Nach der Unterhaltung im Studio bittet Jhanvi Munna Bhai, eine kleine Vorlesung in ihrem privaten Altersheim 2nd Innings House zu halten. Zwangsläufig muss Munna nun alles über Gandhi wissen und besucht eine menschenleere Bibliothek. Dort erscheint ihm der Geist Gandhis, der ihm seine Hilfe verspricht, sofern Munna den Prinzipien von Gandhis Lehre folgt.
Dank der Unterstützung von Gandhi übersteht Munna Bhai die Vorlesung mit Bravour. Die alten Leute sind begeistert von ihm. Munna ist nun der Co-Moderator und gemeinsam mit Jhanvi und natürlich Mahatma Gandhi versuchen sie die Probleme der Leute dank Gandhis Lehre aus der Welt zu schaffen.
Lucky Singh ist ein unseriöser Geschäftsmann und mit Munna Bhai befreundet. Seine Tochter Simran ist mit Sunny, der Sohn des mächtigen Geschäftsmannes Kkhurana, verlobt. Kkhurana ist sehr abergläubisch und lässt sein Handeln vorher von seinem Astrologen Batuk Maharaj bestätigen. Durch Maharajs Einfluss kamen sie zu dem Ergebnis, dass das 2nd Innings House der beste Wohnort für Simran und Sunny wäre.
Damit Lucky sich das Altersheim unter den Nagel reißen kann, schickt er Munna, Jhanvi und die alten Leute nach Goa, um dort die Hochzeit eines älteren Paares zu feiern. Noch in Goa erfahren sie von dem Vorfall und kehren nach Bombay zurück und protestieren vor Lucky Singhs Haus. Während dieser Zeit gesteht Munna Jhanvi seine Lüge, er sei Professor. Mit gebrochenem Herzen verlässt Jhanvi Munna.
Um von den Protesten loszukommen, trickst Lucky Munna Bhai aus: Er lädt ihn zu einer Pressekonferenz ein, um ihn in der Öffentlichkeit als einen psychisch verrückten Mann darzustellen. Munna Bhai lässt er in den Gedanken, den 2nd Innings House wiederzubekommen. Nach dieser Aktion ist Munna sehr niedergeschlagen. Er möchte ein letztes Mal mit Jhanvi reden und besucht das Studio.
Im Studio bekommt er einen Anruf von Viktor D´Souza. Munna hatte Viktor schon einmal bei einem Problem geholfen, doch diesmal ruft er wegen Simran an. Simran ist während der Hochzeit von zuhause weggelaufen, da ihr Vater sie betrogen hatte. Ihre Eltern haben den Astrologen Maharaj im Glauben gelassen, dass Simran um 23:25 Uhr geboren wurde und nicht früh um 11:25 Uhr, denn dies würde nach der Hinsicht des Astrologen Unglück verheißen. Munna Bhai bringt Simran und Kkhurana zur Vernunft und die Hochzeit findet wie geplant statt. Alle sind glücklich vor allem Munna, der das Altersheim zurückergattert hatte und eine Zeitlang später Jhanvi geheiratet hat.

## Auszeichnungen
Filmfare Award:
- Filmfare Award/Beste Story an Rajkumar Hirani und Vidhu Vinod Chopra
- Filmfare Award/Bester Dialog an Rajkumar Hirani und Abhijat Joshi
- Filmfare Award/Bester Komiker an Arshad Warsi
- Filmfare Award/Kritikerpreis – Bester Film an Rajkumar Hirani

IIFA Award:
- IIFA Award/Bester Dialog an Rajkumar Hirani und Abhijat Joshi
- IIFA Award/Beste Story an Rajkumar Hirani
- IIFA Award/Beste Regie an Rajkumar Hirani
- IIFA Award/Bester Nebendarsteller an Arshad Warsi

Star Screen Award:
- Star Screen Award/Bester Film an Rajkumar Hirani
- Star Screen Award/Bester Hauptdarsteller-Kritikerpreis an Sanjay Dutt
- Star Screen Award/Beste Story an Rajkumar Hirani und Abhijat Joshi
- Star Screen Award/Bester Dialog an Rajkumar Hirani
- Star Screen Award/Bester Schnitt an Rajkumar Hirani
- Star Screen Award/Bester Nebendarsteller an Arshad Warsi

Zee Cine Award:
- Zee Cine Award/Beste Story an Rajkumar Hirani und Abhijat Joshi
- Zee Cine Award/Bester Komiker an Arshad Warsi
- Zee Cine Award/Kritikerpreis – Bester Darsteller an Sanjay Dutt
- Zee Cine Award/Bestes Drehbuch an Rajkumar Hirani und Abhijat Joshi
- Zee Cine Award/Bester Dialog an Rajkumar Hirani
- Zee Cine Zenith Power Team Award für Lage Raho Munna Bhai und Rang De Basanti

Bollywood Movie Award:
- Bollywood Movie Award/Beste Regie an Rajkumar Hirani
- Bollywood Movie Award/Bester Film an Vidhu Vinod Chopra
- Bollywood Movie Award/Bester Dialog an Rajkumar Hirani
- Bollywood Movie Award/Beste Story an Rajkumar Hirani und Abhijat Joshi

GIFA Award:
- GIFA/Bester Film an Vidhu Vinod Chopra
- GIFA/Beste Story an Rajkumar Hirani und Vidhu Vinod Chopra
- GIFA/Bester Dialog an Rajkumar Hirani und Abhijat Joshi
- GIFA/Kritikerpreis - Bester Darsteller an Sanjay Dutt

## Hintergründe
- Dieser preisgekrönte Film war der zweiterfolgreichste Film im Jahr 2006 in der Bollywoodfilmindustrie.
- Lage Raho Munna Bhai ist der zweite Teil der Munna Bhai - Serie. Der erste Teil war der ebenfalls sehr erfolgreiche Film Munna Bhai M.B.B.S..